# Diskografie Lady Gaga
Diskografie Lady Gaga, americké popové zpěvačky, obsahuje vydané nahrávky této umělkyně. K lednu roku 2018 vydala pět studiových alb, tři kompilace, čtyři extended plays, dvacet pět singlů a tři video alba. K říjnu 2016 dosáhl celosvětový prodej nahrávek přes 30 miliónů alb a 150 miliónů singlů, což ze zpěvačky činí jednu z nejlépe prodávaných umělkyň a umělců všech dob. V únoru 2018 zveřejnila americká asociace hudebního průmyslu RIAA seznam umělců s nejvyšším prodejem digitálních singlů v USA, na kterém se Gaga umístila na pátém místě s celkovým počtem 61 milionů prodaných digitálních kopií. 
Lady Gaga debutovala v srpnu 2008 studiovým albem The Fame, které čerpalo inspiraci z hudebního stylu 80. let 20. století a do tohoto základu zakomponovalo taneční muziku s tzv. „hooky“, výraznými a snadno zapamatovatelnými krátkými motivy. Do února 2010 deska zaznamenala celosvětovou prodejnost více než 15 miliónů kopií. Ve Spojených státech nejvýše vystoupala na druhé místo hitparády a v certifikaci obdržela tři platinová alba. V Evropě se stala číslem jedna v albových hitparádách Rakouska, Irska, Německa a Spojeného království. Oba premiérové singly „Just Dance“ a „Poker Face“ se prosadily na vrchol amerického žebříčku, když první jmenovaná na americkém kontinentu obdržela šestinásobnou a druhá pak pětinásobnou platinu za více než pět miliónů prodaných nahrávek. Singly byly také úspěšné v zahraničních žebříčcích, když se prosadily na první místo v Austrálii, Kanadě a ve Spojeném království. Album vyprodukovalo další tři singly, „Eh, Eh (Nothing Else I Can Say)“, „LoveGame“ a „Paparazzi“, který se v řadě zemí probojoval do první pětky, včetně první příčky v Německu.
Komerčně úspěšnou a kritiky oceňovanou se stala nahrávka, původně plánovaná jako album v deluxe edici, ovšem nakonec vydaná v listopadu 2009 ve formě extended play s názvem The Fame Monster. V australské hitparádě vystoupala na první a v americkém žebříčku, kde získala platinu, na páté místo. Úvodní singl „Bad Romance“ se stal mezinárodním hitem. Přestože ve dvanácti národních žebříčcích obsadil nejvyšší příčku, tak v americké hitparádě skončil pod vrcholem na druhé pozici. Další dva singly „Telephone“ a „Alejandro“ se pohybovaly v několika zemích mezi prvními pěti.
V březnu 2010 bylo vydáno premiérové kompilační album The Remix, obsahující remixy písní z prvních dvou alb The Fame a The Fame Monster. Ve Spojených státech zaznamenalo vrchol na šesté příčce, v Kanadě skončilo nejvýše páté a ve Spojeném království čtvrté. Celosvětová míra prodejnosti představuje více než milion kopií, což z alba učinilo jeden z nejlépe prodávaných remixů všech dob.
V květnu 2011 vyšlo druhé studiové album nazvané Born This Way, které se propracovalo na první místo americké Billboard 200, stejně jako v dalších dvaceti zahraničních hitparádách. První eponymní singl „Born This Way“ se stal mezinárodním hitem, jenž obsadil nejvyšší příčku v devatenácti žebříčcích, včetně Spojených států, kde představoval její třetí singl na prvním místě. Z alba pochází další čtyři singly „Judas“, „The Edge Of Glory“, „Yoü And I“ a „Marry The Night“.
Třetí studiové album ARTPOP vyšlo v listopadu 2013. Obsahovalo singly „Applause“, „Do What U Want“ a „G.U.Y.“.  V srpnu 2014 byla vydána čtvrtá deska Cheek To Cheek, na níž zpěvačka spolupracovala s Tony Bennettem a která byla vydána během turné artRAVE The ARTPOP Ball.
Páté studiové album Joanne vyšlo v říjnu 2016. Protože debutovalo na prvním místě v americkém žebříčku, Lady Gaga se tak stala prvním, a také jediným umělcem v tomto desetiletí, se čtyřmi alby umístěnými na prvním místě ve Spojených státech. Obsahuje vydané singly „Perfect Illusion“ a „Million Reason“.
V dubnu 2017 byl vydán samostatný singl „The Cure“ po prvním vystoupení Lady Gaga na Coachella Festivalu, kde byla hlavním účinkujícím a kde byl singl poprvé představen. Koncem roku Lady Gaga oznámila, že písnička je o její zesnulé kamarádce Sonje, která zemřela na rakovinu měsíc po vydání singlu a které již věnovala v roce 2016 písničku „Grigio Girls“ v albu Joanne. Na začátku roku 2018 Lady Gaga vydala piáno verzi písničky „Joanne“, se kterou se rozloučila s Joanne érou.
V únoru 2020 byl vydán videoklip k písničce „Stupid Love“ jako první single ze zpěvaččineho šestého studiového alba “Chromatica“, které obasahuje kolaborace s Ariana Grande, dívčí k-pop skupinou BLACKPINK a Eltonem Johnem. Písnička “Rain On Me” s Arianou Grande se stala druhým singlem a shledala komerční i kritický úspěch. Jako první all-female písnička debutovala na první příčce americká hitparády Billboard 100 a byla oceněna cenou Grammy.

## Studiová alba
| Studiové album | Nejvyšší umístění v hitparádě | Nejvyšší umístění v hitparádě | Nejvyšší umístění v hitparádě | Nejvyšší umístění v hitparádě | Nejvyšší umístění v hitparádě | Nejvyšší umístění v hitparádě | Nejvyšší umístění v hitparádě | Nejvyšší umístění v hitparádě | Nejvyšší umístění v hitparádě | Nejvyšší umístění v hitparádě | Prodejnost                                                                                                  | Certifikace |
| Studiové album | USA                           | AUS                           | AUT                           | CAN                           | FRA                           | GER                           | ITA                           | NZ                            | SWI                           | UK                            | Prodejnost                                                                                                  | Certifikace |
| --- | ----------------------------- | ----------------------------- | ----------------------------- | ----------------------------- | ----------------------------- | ----------------------------- | ----------------------------- | ----------------------------- | ----------------------------- | ----------------------------- | --- | --- |
| The Fame - Vydáno: 19. srpna 2008 - Vydavatelství: Streamline, Kon Live, Cherrytree, Interscope - Formáty: CD, digitální stažení, USB flash drive, LP | 2                             | 3                             | 1                             | 1                             | 2                             | 1                             | 13                            | 2                             | 1                             | 1                             | - Svět: 15 000 000 (včetně The Fame Monster) - USA: 4 830 000 - CAN: 315 000 - FRA: 700 000 - UK: 3 074 496 | - RIAA: 6× platina - ARIA: 6× platina - BPI: 10× platina - BVMI: 9× zlato - FIMI: 4× platina - IFPI AUT: 7× platina - IFPI SWI: 4× platina - MC: 7× platina - RMNZ: 5× platina - SNEP: diamant |
| Born This Way - Vydáno: 23. května 2011 - Vydavatelství: Streamline, Interscope, Kon Live - Formáty: CD, digitální stažení, USB flash drive, LP       | 1                             | 1                             | 1                             | 1                             | 1                             | 1                             | 1                             | 1                             | 1                             | 1                             | - Svět: 6 000 000 - USA: 2 430 000 - CAN: 93 000 - FRA: 190 000 - UK: 1 031 795                             | - RIAA: 4× platina - ARIA: 2× platina - BPI: 3× platina - BVMI: platina - FIMI: platina - IFPI AUT: platina - IIFPI SWI: platina - MC: 4× platina - RMNZ: platina - SNEP: 2× platina           |
| ARTPOP - Vydáno: 11. listopadu 2013 (USA) - Vydavatelství: Streamline, Interscope - Formáty: CD, digitální stažení, LP                                | 1                             | 2                             | 1                             | 3                             | 3                             | 3                             | 2                             | 2                             | 2                             | 1                             | - Svět: 2 500 000 - USA: 781 000 - FRA: 60 000 - UK: 207 243                                                | - RIAA: platina - BPI: zlato - FIMI: zlato - IFPI AUT: zlato - IFPI SWI: zlato - MC: platina - SNEP: platina                                                                                   |
| Cheek To Cheek (s Tony Bennettem) - Vydáno: 19. srpna 2014 - Vydavatelství: Streamline, Interscope, Columbia - Formáty: CD, digitální stažení, LP     | 1                             | 7                             | 6                             | 3                             | 9                             | 12                            | 6                             | 3                             | 7                             | 10                            | - Svět: 1 000 000 - USA: 773 000 - FRA: 40 000                                                              | - RIAA: zlato - ARIA: zlato - BPI: stříbro - MC: platina |
| Joanne - Datum vydání: 21. října 2016 - Vydavatelství: Streamline, Interscope - Formáty: CD, digitální stažení, LP                                    | 1                             | 2                             | 9                             | 2                             | 9                             | 6                             | 2                             | 2                             | 3                             | 3                             | - Svět: 1 000 000 - USA: 649 000 - FRA: 20 000 - UK: 168 564                                                | - RIAA: platina - BPI: zlato - FIMI: zlato - MC: zlato - SNEP: zlato |
| Chromatica - Datum vydání: 29. května 2020 - Vydavatelství: Interscope - Formáty: CD, digitální stažení, LP, kazeta                                   | 1                             | 1                             |                               |                               | 1                             | 3                             | 1                             | 1                             |                               | 1                             | - Svět: 759 000 USA: 400,000 - UK: 65,819                                                                   | |
| "—" znamená, že se nahrávka v hitparádě neumístila nebo nebyla v zemi vydána.                                                                         |                               |                               |                               |                               |                               |                               |                               |                               |                               |                               | | |

## Soundtracky
| Soundtrack | Nejvyšší umístění v hitparádě | Nejvyšší umístění v hitparádě | Nejvyšší umístění v hitparádě | Nejvyšší umístění v hitparádě | Nejvyšší umístění v hitparádě | Nejvyšší umístění v hitparádě | Nejvyšší umístění v hitparádě | Nejvyšší umístění v hitparádě | Nejvyšší umístění v hitparádě | Nejvyšší umístění v hitparádě | Prodejnost                                                                    | Certifikace |
| Soundtrack | USA                           | AUS                           | AUT                           | CAN                           | FRA                           | GER                           | ITA                           | NZ                            | SWI                           | UK                            | Prodejnost                                                                    | Certifikace |
| --- | ----------------------------- | ----------------------------- | ----------------------------- | ----------------------------- | ----------------------------- | ----------------------------- | ----------------------------- | ----------------------------- | ----------------------------- | ----------------------------- | ----------------------------------------------------------------------------- | --- |
| A Star Is Born (s Bradley Cooperem) - Vydáno: 5. října 2018 - Vydavatelství: Interscope - Formáty: CD, digitální stažení, LP | 1                             | 1                             | 2                             | 1                             | 1                             | 4                             | 4                             | 1                             | 1                             | 1                             | - Svět: 6 000 000 - USA:1 148 000 - CAN: 157 000 - FRA: 224,000 - UK: 544,913 | - RIAA: 6× platina - ARIA: 2× platina - BPI: platina - FIMI: platina - IFPI AUT: platina - MC: 3× platina - RMNZ: 3× platina - SNEP: 3× platina |
| "—" znamená, že se nahrávka v hitparádě neumístila nebo nebyla v zemi vydána.                                                |                               |                               |                               |                               |                               |                               |                               |                               |                               |                               |                                                                               | |

## Remixová a kompilační alba
| Kompilační album | Nejvyšší umístění v hitparádě | Nejvyšší umístění v hitparádě | Nejvyšší umístění v hitparádě | Nejvyšší umístění v hitparádě | Nejvyšší umístění v hitparádě | Nejvyšší umístění v hitparádě | Nejvyšší umístění v hitparádě | Nejvyšší umístění v hitparádě | Nejvyšší umístění v hitparádě | Nejvyšší umístění v hitparádě | Prodejnost                                                 | Certifikace                  |
| Kompilační album | USA                           | AUS                           | BEL (WA)                      | CAN                           | FRA                           | ITA                           | JAP                           | NZ                            | SWE                           | UK                            | Prodejnost                                                 | Certifikace                  |
| --- | ----------------------------- | ----------------------------- | ----------------------------- | ----------------------------- | ----------------------------- | ----------------------------- | ----------------------------- | ----------------------------- | ----------------------------- | ----------------------------- | ---------------------------------------------------------- | ---------------------------- |
| The Remix - Vydáno: 3. března 2010 - Vydavatel: Streamline, Kon Live, Cherrytree, Interscope - Formáty: CD, digitální stažení, LP        | 6                             | 12                            | 6                             | 5                             | 19                            | 22                            | 7                             | 9                             | 40                            | 3                             | - Svět: 500 000 - USA: 316 000 - FRA: 50 000 - UK: 166 440 | - BPI: zlato - RIAJ: platina |
| The Singles - Vydáno: 8. prosince 2010 (JAP) - Vydavatel: Universal Music Japan - Formáty: 9CD box set                                   | —                             | —                             | —                             | —                             | —                             | —                             | 166                           | —                             | —                             | —                             |                                                            |                              |
| Born This Way: The Remix - Vydáno: 18. listopadu 2011 - Vydavatel: Streamline, Interscope, Kon Live - Formáty: CD, digitální stažení, LP | 105                           | 62                            | 69                            | 49                            | 71                            | 89                            | 14                            | —                             | —                             | 77                            | - USA: 62 000 - FRA: 10 000 - UK: 16 094                   | - RIAJ: zlato                |
| "—" znamená, že se nahrávka v hitparádě neumístila nebo nebyla v zemi vydána.                                                            |                               |                               |                               |                               |                               |                               |                               |                               |                               |                               |                                                            |                              |

## Extended play (EP)
| Extended play | Nejvyšší umístění v hitparádě | Nejvyšší umístění v hitparádě | Nejvyšší umístění v hitparádě | Nejvyšší umístění v hitparádě | Nejvyšší umístění v hitparádě | Nejvyšší umístění v hitparádě | Nejvyšší umístění v hitparádě | Nejvyšší umístění v hitparádě | Nejvyšší umístění v hitparádě | Nejvyšší umístění v hitparádě | Prodejnost                            | Certifikace                                                                                                  |
| Extended play | USA                           | AUS                           | BEL (WA)                      | CAN                           | FRA                           | ITA                           | JAP                           | NZ                            | SWE                           | UK                            | Prodejnost                            | Certifikace                                                                                                  |
| --- | ----------------------------- | ----------------------------- | ----------------------------- | ----------------------------- | ----------------------------- | ----------------------------- | ----------------------------- | ----------------------------- | ----------------------------- | ----------------------------- | ------------------------------------- | --- |
| The Cherrytree Sessions - Vydáno: 3. února 2009 - Vydavatel: Streamline, Kon Live, Cherrytree, Interscope - Formáty: CD, digitální stažení                    | —                             | —                             | —                             | —                             | —                             | —                             | —                             | —                             | —                             | —                             | - USA: 9 000                          | |
| Hitmixes - Vydáno: 25. srpna 2009 (CAN) - Vydavatel: Universal Music Canada - Formáty: CD                                                                     | —                             | —                             | —                             | 8                             | —                             | —                             | —                             | —                             | —                             | —                             |                                       | |
| The Fame Monster - Vydáno: 18. listopadu 2009 - Vydavatel: Streamline, Kon Live, Cherrytree, Interscope - Formáty: CD, digitální stažení, USB flash drive, LP | 5                             | 1                             | 5                             | 6                             | 13                            | 2                             | 2                             | 1                             | 2                             | 1                             | - Svět: via The Fame - USA: 1 650 000 | - RIAA: 5× platina - ARIA: 3× platina - BEA: 2× platina - GLF: platina - RIAJ: 2× platina - SNEP: 2× platina |
| A Very Gaga Holiday - Vydáno: 22. listopadu 2011 - Vydavatel: Streamline, Interscope, Kon Live - Formát: Digitální stažení                                    | 52                            | —                             | —                             | 74                            | —                             | —                             | —                             | —                             | —                             | —                             | - USA: 46 000                         | |
| "—" znamená, že se nahrávka v hitparádě neumístila nebo nebyla v zemi vydána.                                                                                 |                               |                               |                               |                               |                               |                               |                               |                               |                               |                               |                                       | |

## Singly
| Singl                                                                         | Rok  | Nejvyšší umístění v hitparádě | Nejvyšší umístění v hitparádě | Nejvyšší umístění v hitparádě | Nejvyšší umístění v hitparádě | Nejvyšší umístění v hitparádě | Nejvyšší umístění v hitparádě | Nejvyšší umístění v hitparádě | Nejvyšší umístění v hitparádě | Nejvyšší umístění v hitparádě | Nejvyšší umístění v hitparádě | Certifikace | Album            |
| Singl                                                                         | Rok  | USA                           | AUS                           | AUT                           | CAN                           | FRA                           | GER                           | ITA                           | NZ                            | SWI                           | UK                            | Certifikace | Album            |
| ----------------------------------------------------------------------------- | ---- | ----------------------------- | ----------------------------- | ----------------------------- | ----------------------------- | ----------------------------- | ----------------------------- | ----------------------------- | ----------------------------- | ----------------------------- | ----------------------------- | --- | ---------------- |
| „Just Dance“ (feat. Colby O'Donis)                                            | 2008 | 1                             | 1                             | 8                             | 1                             | 14                            | 10                            | 36                            | 3                             | 8                             | 1                             | - USA: 9× platina - AUS: 3× platina - UK: 2× platina - GER: zlato - ITA: zlato - SWI: 2× platina - CAN: 6× platina - NZ: platina                                           | The Fame         |
| „Poker Face“                                                                  | 2008 | 1                             | 1                             | 1                             | 1                             | 1                             | 1                             | 2                             | 1                             | 1                             | 1                             | - USA: diamant - AUS: 6× platina - UK: 2× platina - GER: 3× platina - ITA: 2× platina - AUT: zlato - SWI: 3× platina - CAN: 8× platina - NZ: 2× platina                    | The Fame         |
| „Eh, Eh (Nothing Else I Can Say)“                                             | 2009 | —                             | 15                            | —                             | 68                            | 7                             | —                             | —                             | 9                             | —                             | —                             | - USA: zlato - AUS: zlato - NZ: zlato | The Fame         |
| „LoveGame“                                                                    | 2009 | 5                             | 4                             | 6                             | 2                             | 5                             | 7                             | —                             | 12                            | 15                            | 19                            | - USA: 3× platina - AUS: platina - UK: stříbro - CAN: 2× platina - NZ: zlato                                                                                               | The Fame         |
| „Paparazzi“                                                                   | 2009 | 6                             | 2                             | 3                             | 3                             | 6                             | 1                             | 3                             | 5                             | 4                             | 4                             | - USA: 5× platina - AUS: 2× platina - UK: platina - GER: platina - ITA: platina - SWI: zlato - NZ: zlato                                                                   | The Fame         |
| „Bad Romance“                                                                 | 2009 | 2                             | 2                             | 1                             | 1                             | 1                             | 1                             | 1                             | 2                             | 2                             | 1                             | - USA: 11× platina - AUS: 4× platina - UK: 2× platina - GER: 3× zlato - ITA: 2× platina - SWI: platina - CAN: 7× platina - NZ: 2× platina - FRA: platina                   | The Fame Monster |
| „Telephone“ (feat. Beyoncé)                                                   | 2010 | 3                             | 3                             | 3                             | 3                             | 3                             | 3                             | 2                             | 3                             | 4                             | 1                             | - USA: 5× platina - AUS: 3× platina - UK: platina - GER: zlato - ITA: platina - SWI: zlato - CAN: 3× platina - NZ: platina - FRA: zlato                                    | The Fame Monster |
| „Alejandro“                                                                   | 2010 | 5                             | 2                             | 2                             | 4                             | 3                             | 2                             | 2                             | 11                            | 3                             | 7                             | - USA: 4× platina - AUS: platina - UK: zlato - GER: platina - ITA: 2× platina - SWI: platina - NZ: zlato - FRA: zlato                                                      | The Fame Monster |
| „Dance In The Dark“                                                           | 2010 | 122                           | 24                            | —                             | 88                            | —                             | —                             | —                             | —                             | —                             | 89                            | | The Fame Monster |
| „Born This Way“                                                               | 2011 | 1                             | 1                             | 1                             | 1                             | 2                             | 1                             | 2                             | 1                             | 1                             | 3                             | - USA: 6× platina - AUS: 4× platina - UK: platina - GER: platina - ITA: platina - SWI: platina - NZ: platina                                                               | Born This Way    |
| „Judas“                                                                       | 2011 | 10                            | 6                             | 6                             | 8                             | 7                             | 23                            | 3                             | 12                            | 8                             | 8                             | - USA: 2× platina - AUS: platina - UK: zlato - ITA: zlato - NZ: zlato | Born This Way    |
| „The Edge Of Glory“                                                           | 2011 | 3                             | 2                             | 3                             | 3                             | 7                             | 3                             | 2                             | 3                             | 10                            | 6                             | - USA: 4× platina - AUS: 2× platina - UK: platina - GER: zlato - ITA: platina - SWI: zlato - NZ: zlato                                                                     | Born This Way    |
| „Yoü And I“                                                                   | 2011 | 6                             | 14                            | 8                             | 10                            | 98                            | 21                            | 19                            | 5                             | 32                            | 23                            | - USA: 3× platina - AUS: zlato - UK: stříbro - NZ: zlato | Born This Way    |
| „The Lady Is A Tramp“ (s Tony Bennettem)                                      | 2011 | 121                           | —                             | —                             | —                             | —                             | —                             | 50                            | —                             | —                             | 188                           | | Duets II         |
| „Marry The Night“                                                             | 2011 | 29                            | 88                            | 13                            | 11                            | 50                            | 17                            | 42                            | —                             | 34                            | 16                            | - USA: platina - UK: stříbro | Born This Way    |
| „Applause“                                                                    | 2013 | 4                             | 11                            | 6                             | 4                             | 3                             | 5                             | 2                             | 7                             | 7                             | 5                             | - RIAA: 4× Platinum - ARIA: Platinum - BPI: Gold - BVMI: Gold - FIMI: Platinum - MC: 2× Platinum - RMNZ: Gold                                                              | ARTPOP           |
| „Do What U Want“ (feat. R. Kelly)                                             | 2013 | 13                            | 21                            | 10                            | 3                             | 8                             | 14                            | 3                             | 12                            | 14                            | 9                             | - RIAA: Platinum - BPI: Gold - BVMI: Gold - FIMI: Platinum - MC: Gold | ARTPOP           |
| „G.U.Y.“                                                                      | 2014 | 76                            | 88                            | —                             | —                             | 92                            | —                             | 98                            | —                             | —                             | 115                           | | ARTPOP           |
| „Anything Goes“ (s Tony Bennettem)                                            | 2014 | —                             | —                             | —                             | —                             | 178                           | —                             | 65                            | —                             | —                             | 174                           | | Cheek To Cheek   |
| „I Can't Give You Anything But Love“ (s Tony Bennettem)                       | 2014 | —                             | —                             | —                             | —                             | 173                           | —                             | 76                            | —                             | —                             | —                             | | Cheek To Cheek   |
| „Til It Happens To You“                                                       | 2015 | 95                            | —                             | —                             | 46                            | 46                            | —                             | —                             | —                             | —                             | 171                           | | Samostatný singl |
| „Perfect Illusion“                                                            | 2016 | 15                            | 14                            | 21                            | 17                            | 1                             | 31                            | 5                             | 31                            | 16                            | 12                            | - RIAA: Gold - ARIA: Gold - BPI: Silver - FIMI: Gold - MC: Gold | Joanne           |
| „Million Reasons“                                                             | 2016 | 4                             | 34                            | 52                            | 16                            | 29                            | 85                            | 12                            | 42                            | 7                             | 39                            | - RIAA: 3× Platinum - ARIA: Platinum - BPI: Gold - FIMI: 3× Platinum - MC: Gold - SNEP: Gold                                                                               | Joanne           |
| „The Cure“                                                                    | 2017 | 39                            | 10                            | 37                            | 33                            | 108                           | 57                            | 36                            | 43                            | 41                            | 19                            | - RIAA: Platinum - ARIA: Platinum - BPI: Gold - FIMI: Platinum | Samostatný singl |
| „Joanne“                                                                      | 2017 | —                             | —                             | —                             | —                             | 190                           | —                             | —                             | —                             | —                             | 154                           | | Joanne           |
| „Shallow“ (s Bradley Cooperem)                                                | 2018 | 1                             | 1                             | 1                             | 1                             | 3                             | 4                             | 2                             | 1                             | 1                             | 1                             | - RIAA: 4× Platinum - ARIA: 6× Platinum - BPI: 2× Platinum - BVMI: Platinum - FIMI: 4× Platinum - IFPI AUT: Platinum - MC: 8× Platinum - RMNZ: 3× Platinum - SNEP: Diamond | A Star Is Born   |
| „Always Remember Us This Way“                                                 | 2018 | 41                            | 12                            | 25                            | 26                            | 18                            | 84                            | 41                            | 14                            | 8                             | 25                            | - RIAA: Platinum - ARIA: Platinum - FIMI: Platinum - RMNZ: Platinum - SNEP: Diamond                                                                                        | A Star Is Born   |
| „I'll Never Love Again“                                                       | 2019 | 36                            | 15                            | 73                            | 43                            | 61                            | —                             | 61                            | 53                            | 14                            | 27                            | - RIAA: Platinum - ARIA: Gold - BPI: Gold - FIMI: Gold - SNEP: Platinum | A Star Is Born   |
| „Stupid Love“                                                                 | 2020 | 5                             | 7                             | 17                            | 7                             | 36                            | 21                            | 15                            | 23                            | 6                             | 5                             | - BPI: Silver - MC: Gold | Chromatica       |
| „Rain On Me“ (s Arianou Grande)                                               | 2020 | 1                             | 2                             | 8                             | 1                             | 12                            | 9                             | 5                             | 2                             | 5                             | 1                             | | Chromatica       |
| "—" znamená, že se nahrávka v hitparádě neumístila nebo nebyla v zemi vydána. |      |                               |                               |                               |                               |                               |                               |                               |                               |                               |                               | |                  |

### Promo singly
| Singl                                               | Rok  | Nejvyšší umístění v hitparádě | Nejvyšší umístění v hitparádě | Nejvyšší umístění v hitparádě | Nejvyšší umístění v hitparádě | Nejvyšší umístění v hitparádě | Nejvyšší umístění v hitparádě | Nejvyšší umístění v hitparádě | Nejvyšší umístění v hitparádě | Nejvyšší umístění v hitparádě | Nejvyšší umístění v hitparádě | Certifikace                                                                                             | Album              |
| Singl                                               | Rok  | USA                           | AUS                           | CAN                           | FRA                           | GER                           | ITA                           | NZ                            | SWI                           | UK                            | JAP                           | Certifikace                                                                                             | Album              |
| --------------------------------------------------- | ---- | ----------------------------- | ----------------------------- | ----------------------------- | ----------------------------- | ----------------------------- | ----------------------------- | ----------------------------- | ----------------------------- | ----------------------------- | ----------------------------- | --- | ------------------ |
| „Beautiful, Dirty, Rich“                            | 2008 | —                             | —                             | —                             | —                             | —                             | —                             | —                             | —                             | 83                            | —                             | - USA: zlato - CAN: zlato - UK: stříbro                                                                 | The Fame           |
| „Christmas Tree“ (feat. Space Cowboy)               | 2008 | —                             | —                             | 79                            | —                             | —                             | —                             | —                             | —                             | —                             | —                             | - USA: zlato - CAN: zlato                                                                               | Samostatný singl   |
| „Hair“                                              | 2011 | 12                            | 20                            | 11                            | 12                            | —                             | 5                             | 9                             | —                             | 13                            | —                             | - USA: platina - AUS: zlato - CAN: zlato - FRA: zlato - ITA: zlato - NZ: zlato - UK: zlato              | Born This Way      |
| „Venus“                                             | 2013 | 32                            | 31                            | 19                            | 9                             | 35                            | 7                             | 20                            | 18                            | 76                            | —                             | - USA: zlato - AUS: zlato - CAN: zlato - FRA: zlato - ITA: zlato - NZ: zlato - SWI: zlato - UK: stříbro | ARTPOP             |
| „Dope“                                              | 2013 | 8                             | 34                            | 96                            | 8                             | 34                            | 5                             | 20                            | 15                            | 124                           | —                             | - USA: platina - AUS: zlato - FRA: zlato - ITA: zlato - SWI: zlato - NZ: zlato                          | ARTPOP             |
| „Winter Wonderland“ (s Tony Bennettem)              | 2014 | —                             | —                             | —                             | —                             | —                             | —                             | —                             | —                             | —                             | —                             | | Samostatný singl   |
| „I Want Your Love“                                  | 2015 | —                             | —                             | —                             | —                             | —                             | —                             | —                             | —                             | —                             | —                             | | Nevydáno k prodeji |
| „A-Yo“                                              | 2016 | 66                            | —                             | 55                            | 167                           | —                             | —                             | 43                            | 62                            | 66                            | —                             | - USA: zlato - CAN: zlato - UK: stříbro                                                                 | Joanne             |
| "Your Song"                                         | 2018 | —                             | —                             | —                             | —                             | —                             | —                             | —                             | —                             | —                             | 27                            | - USA: zlato - JAP: zlato                                                                               | Revamp             |
| „I Want Your Love“ (s Nile Rodgers & Chic)          | 2018 | —                             | —                             | —                             | —                             | —                             | —                             | —                             | —                             | —                             | —                             | - USA: zlato                                                                                            | It's About Time    |
| "—" znamená, že se nahrávka v hitparádě neumístila. |      |                               |                               |                               |                               |                               |                               |                               |                               |                               |                               | |                    |

### Singly s dalšími umělci
| „Chillin“ (Wale feat. Lady Gaga)                                                  | 2009 | 99  | 29 | 73 | 19 | 12 | Attention Deficit  |
| „Video Phone“ (Beyoncé featuring Lady Gaga)                                       | 2010 | 65  | 31 | —  | —  | 58 | I Am… Sasha Fierce |
| „3-Way (The Golden Rule)“ (The Lonely Island feat. Justin Timberlake a Lady Gaga) | 2011 | 103 | —  | —  | —  | —  | The Wack Album     |
| "—" znamená, že se nahrávka v hitparádě neumístila.                               |      |     |    |    |    |    |                    |

## Další písně v hitparádách
| Rok                                                          | Píseň                                                      | Nejvyšší umístění v hitparádě | Nejvyšší umístění v hitparádě | Nejvyšší umístění v hitparádě | Nejvyšší umístění v hitparádě | Nejvyšší umístění v hitparádě | Nejvyšší umístění v hitparádě | Nejvyšší umístění v hitparádě | Nejvyšší umístění v hitparádě | Nejvyšší umístění v hitparádě | Nejvyšší umístění v hitparádě                       | Certifikace                 | Album            |
| Rok                                                          | Píseň                                                      | US                            | AUS                           | CAN                           | FRA                           | IRE                           | ITA                           | NZ                            | SWE                           | SWI                           | UK                                                  | Certifikace                 | Album            |
| ------------------------------------------------------------ | ---------------------------------------------------------- | ----------------------------- | ----------------------------- | ----------------------------- | ----------------------------- | ----------------------------- | ----------------------------- | ----------------------------- | ----------------------------- | ----------------------------- | --------------------------------------------------- | --------------------------- | ---------------- |
| 2008                                                         | „The Fame“                                                 | —                             | 73                            | —                             | —                             | —                             | —                             | —                             | —                             | —                             | —                                                   |                             | The Fame         |
| 2008                                                         | „Starstruck“ (featuring Space Cowboy a Flo Rida)           | 107                           | —                             | 74                            | —                             | —                             | —                             | —                             | —                             | —                             | 191                                                 | - USA: platina - CAN: zlato | The Fame         |
| 2008                                                         | „Big Girl Now“ (New Kids on the Block featuring Lady Gaga) | —                             | —                             | 84                            | —                             | —                             | —                             | —                             | —                             | —                             | —                                                   |                             | The Block        |
| 2009                                                         | „Monster“                                                  | 112                           | 80                            | —                             | —                             | —                             | —                             | 29                            | —                             | —                             | 68                                                  | - USA: zlato                | The Fame Monster |
| 2009                                                         | „Speechless“                                               | 94                            | —                             | 67                            | —                             | —                             | —                             | —                             | —                             | —                             | 88                                                  | - USA: zlato - CAN: zlato   | The Fame Monster |
| 2009                                                         | „So Happy I Could Die“                                     | —                             | —                             | —                             | —                             | —                             | —                             | —                             | 53                            | —                             | 84                                                  |                             | The Fame Monster |
| 2009                                                         | „Teeth“                                                    | —                             | —                             | —                             | —                             | —                             | —                             | —                             | —                             | —                             | 107                                                 |                             | The Fame Monster |
| 2010                                                         |                                                            |                               |                               |                               |                               |                               |                               |                               |                               |                               |                                                     |                             |                  |
| „Poker Face / Speechless / Your Song“ (featuring Elton John) | —                                                          | —                             | —                             | 94                            | —                             | —                             | —                             | —                             | —                             | —                             |                                                     | Samostatný song             |                  |
| 2011                                                         |                                                            |                               |                               |                               |                               |                               |                               |                               |                               |                               |                                                     |                             |                  |
| „Scheiße“                                                    | 111                                                        | —                             | —                             | —                             | —                             | —                             | —                             | —                             | —                             | 136                           | - USA: zlato                                        | Born This Way               |                  |
| „Black Jesus + Amen Fashion“                                 | —                                                          | —                             | —                             | —                             | —                             | —                             | —                             | —                             | —                             | 172                           |                                                     | Born This Way               |                  |
| „Fashion Of His Love“                                        | —                                                          | —                             | —                             | —                             | —                             | —                             | —                             | —                             | —                             | 140                           |                                                     | Born This Way               |                  |
| „The Queen“                                                  | —                                                          | —                             | —                             | —                             | —                             | —                             | —                             | —                             | —                             | 150                           |                                                     | Born This Way               |                  |
| „White Christmas“                                            | —                                                          | —                             | —                             | —                             | —                             | —                             | —                             | —                             | —                             | 87                            |                                                     | A Very Gaga Holiday         |                  |
| 2013                                                         |                                                            |                               |                               |                               |                               |                               |                               |                               |                               |                               |                                                     |                             |                  |
| „Artpop“                                                     | —                                                          | —                             | —                             | 185                           | —                             | —                             | —                             | —                             | —                             | —                             |                                                     | ARTPOP                      |                  |
| 2016                                                         |                                                            |                               |                               |                               |                               |                               |                               |                               |                               |                               |                                                     |                             |                  |
| „Diamond Heart“                                              | —                                                          | —                             | —                             | —                             | —                             | —                             | 47                            | —                             | —                             | 155                           |                                                     | Joanne                      |                  |
| „Angel Down“                                                 | —                                                          | —                             | —                             | —                             | —                             | —                             | —                             | —                             | —                             | 152                           |                                                     | Joanne                      |                  |
| „John Wayne“                                                 | —                                                          | —                             | —                             | —                             | —                             | —                             | —                             | —                             | —                             | 180                           | - USA: zlato                                        | Joanne                      |                  |
| „Dancin' In Circles“                                         | —                                                          | —                             | —                             | —                             | —                             | —                             | —                             | —                             | —                             | 186                           |                                                     | Joanne                      |                  |
| 2018                                                         |                                                            |                               |                               |                               |                               |                               |                               |                               |                               |                               |                                                     |                             |                  |
| „Music To My Eyes“ (s Bradley Cooperem)                      | —                                                          | —                             | —                             | 91                            | —                             | —                             | 72                            | 106                           | —                             | —                             | - USA: zlato                                        | A Star Is Born              |                  |
| „Look What I Found“                                          | —                                                          | 95                            | —                             | 84                            | —                             | —                             | 67                            | 105                           | —                             | —                             | - USA: zlato - AUS: zlato                           | A Star Is Born              |                  |
| „Is That Alright?“                                           | 63                                                         | 96                            | 85                            | 34                            | —                             | —                             | 80                            | —                             | —                             | —                             | - USA: zlato - AUS: zlato - CAN: zlato - FRA: zlato | A Star Is Born              |                  |
| „Diggin' My Grave“ (s Bradley Cooperem)                      | —                                                          | —                             | —                             | 101                           | —                             | —                             | —                             | —                             | —                             | —                             | - USA: zlato                                        | A Star Is Born              |                  |
| „I Don't Know What Love Is“ (s Bradley Cooperem)             | —                                                          | —                             | —                             | 108                           | —                             | —                             | —                             | —                             | —                             | —                             | - USA: zlato                                        | A Star Is Born              |                  |
| „Before I Cry“                                               | —                                                          | —                             | —                             | 140                           | —                             | —                             | —                             | —                             | —                             | —                             |                                                     | A Star Is Born              |                  |
| „Heal Me“                                                    | —                                                          | —                             | —                             | 182                           | —                             | —                             | —                             | —                             | —                             | —                             |                                                     | A Star Is Born              |                  |
| „La Vie En Rose“                                             | —                                                          | —                             | —                             | 191                           | —                             | —                             | —                             | —                             | —                             | —                             |                                                     | A Star Is Born              |                  |
| "—" znamená, že se nahrávka v hitparádě neumístila.          |                                                            |                               |                               |                               |                               |                               |                               |                               |                               |                               |                                                     |                             |                  |

## Videografie

### Video alba
| Rok  | Video album | Poznámka |
| ---- | --- | --- |
| 2010 | The Fame Monster: Video EP - Vydáno: 7. května 2010 - Vydavatelství: Streamline, Kon Live, Cherrytree, Interscope - Formáty: digitální stažení                           | - Obsahuje videoklipy z The Fame a The Fame Monster éry                                                                                    |
| 2011 | Lady Gaga Presents the Monster Ball Tour: At Madison Square Garden - Vydáno: 21. prosince 2011 - Vydavatelství: Streamline, Interscope, Kon Live - Formáty: DVD, Blu-ray | - Obsahuje záznam koncertu z Madison Square Garden odvysílaný TV HBO v květnu 2011 s bonusy ze zákulisí                                    |
| 2015 | Tony Bennett and Lady Gaga: Cheek To Cheek Live! - Vydáno: 20. ledna 2015 - Vydavatelství: Streamline, Interscope, Columbia - Formáty: DVD, Blu-ray                      | - Obsahuje záznam koncertu Lady Gaga a Tonyho Bennetta z Rose Theater odvysílaný TV PBS v říjnu 2014 jako součást série Great Performances |

### Videoklipy
| Rok  | Videoklip                                                                               | Režie                                 |
| ---- | --------------------------------------------------------------------------------------- | ------------------------------------- |
| 2008 | „Just Dance“ (featuring Colby O'Donis)                                                  | Melina Matsoukas                      |
| 2008 | „Beautiful, Dirty, Rich“                                                                | Melina Matsoukas                      |
| 2008 | „Poker Face“                                                                            | Ray Kay                               |
| 2009 | „Eh, Eh (Nothing Else I Can Say)“                                                       | Joseph Kahn                           |
| 2009 | „LoveGame“                                                                              | Joseph Kahn                           |
| 2009 | „Chillin“ (Wale featuring Lady Gaga)                                                    | Chris Robinson                        |
| 2009 | „Paparazzi“                                                                             | Jonas Åkerlund                        |
| 2009 | „Bad Romance“                                                                           | Francis Lawrence                      |
| 2009 | „Video Phone“ (Beyoncé featuring Lady Gaga)                                             | Hype Williams                         |
| 2010 | „Telephone“ (featuring Beyoncé)                                                         | Jonas Åkerlund                        |
| 2010 | „Alejandro“                                                                             | Steven Klein                          |
| 2011 | „Born This Way“                                                                         | Nick Knight                           |
| 2011 | „Judas“                                                                                 | Lady Gaga a Laurieann Gibson          |
| 2011 | „3-Way (The Golden Rule)“ (The Lonely Island featuring Justin Timberlake and Lady Gaga) | Akiva Schaffer a Jorma Taccone        |
| 2011 | „The Edge Of Glory“                                                                     | Haus of Gaga                          |
| 2011 | „Yoü And I“                                                                             | Laurieann Gibson                      |
| 2011 | „Marry The Night“                                                                       | Lady Gaga                             |
| 2012 | „FAME“ (parfém)                                                                         | Steven Klein                          |
| 2013 | „Applause“                                                                              | Inez van Lamsweerde a Vinoodh Matadin |
| 2013 | „Venus“ (nevydáno)                                                                      | Steven Klein a Lady Gaga              |
| 2013 | „Do What U Want“ (nevydáno)                                                             | Terry Richardson a Lady Gaga          |
| 2014 | „G.U.Y.“ (An ARTPOP Film)                                                               | Lady Gaga                             |
| 2015 | „Til It Happens To You“ (Gaga v něm nehraje)                                            | Catherine Hardwicke                   |
| 2016 | „Perfect Illusion“                                                                      | Ruth Hogben a Andrea Gelardin         |
| 2016 | „Million Reasons“                                                                       | Lady Gaga                             |
| 2017 | „John Wayne“                                                                            | Jonas Åkerlund                        |
| 2018 | „Joanne (Where Do You Think You’re Goin’?)“                                             | Lady Gaga                             |
| 2018 | „Shallow“ (& Bradley Cooper)                                                            | Bradley Cooper                        |
| 2018 | „Look What I Found“                                                                     | Bradley Cooper                        |
| 2018 | „I'll Never Love Again“ (& Bradley Cooper)                                              | Bradley Cooper                        |
| 2018 | „Always Remember Us This Way“                                                           | Bradley Cooper                        |